# Trichocera mirabilis
Trichocera mirabilis är en tvåvingeart som beskrevs av Alexander 1934. Trichocera mirabilis ingår i släktet Trichocera och familjen vintermyggor. Inga underarter finns listade i Catalogue of Life.